# Ranitomeya vanzolinii
Ranitomeya vanzolinii es una especie de anfibio anuro de la familia Dendrobatidae.

## Distribución geográfica
Esta especie habita hasta 1300 m de altitud en las regiones de Huánuco, Pasco y Ucayali en Perú y el estado de Acre en Brasil.

## Descripción
Esta especie mide de 16,7 a 19 mm.

## Etimología
Esta especie lleva el nombre en honor a Paulo Emilio Vanzolini.

## Publicación original
- Myers, 1982 : Spotted poison frogs : descriptions of three new Dendrobates from western Amazonia and resurrection of a lost species from "Chiriqui". American Museum novitates, n.º 2721, p. 1-23[5]